# Jerry Rubin
Pour les articles homonymes, voir Rubin.

Drapeau Yippie

Jerry Rubin (14 juillet 1938 – 28 novembre 1994) est un militant libertaire et antimilitariste américain des années 1960 et 1970, cofondateur du mouvement Yippie, puis reconverti dans les affaires à partir des années 1980.

## Biographie
D'origine américaine, né à Cincinnati, Rubin est le fils d'un marchand de pain et délégué syndical, de confession juive. Ses parents meurent à dix mois d'intervalle en 1960 et 1961, le laissant seul pour élever son frère cadet, Gil, qui a 13 ans à l'époque. Il décide de lui faire découvrir le monde et l'emmène en Inde. Cependant, devant les protestations de sa famille, il abandonne son projet et l'emmène plutôt à Tel-Aviv. Gil apprend alors l'hébreu et décide, plus tard, de rester en Israël et de vivre dans un kibboutz. 

### Mouvement Yippies
Jerry Rubin rentre aux États-Unis où il écrit pour différents journaux en parallèle de ses études. Il obtient une licence de sociologie à l'université de Cincinnati. Il entre alors à l'université de Berkeley en Californie, en 1964, mais décide bientôt d'abandonner ses études pour se consacrer au militantisme. 
Jerry Rubin commence son engagement par une protestation contre un épicier de Berkeley qui refusait d'embaucher des Noirs. 
Il fonde par la suite le VDC (Vietnam Day Committee), et organise les premières manifestations contre la guerre du Viêt Nam. Il est également le cofondateur du mouvement Yippies (Youth International Party), avec notamment Abbie Hoffman, et prend part à la candidature de Pigasus. Il est auditionné en 1967 par la Commission des activités anti-américaines, qu'il affronte sans peur aucune ; se rendant ainsi à l'une des sessions habillé en soldat de la guerre d'indépendance, et distribuant aux personnes présentes des copies de la Déclaration d'indépendance. Puis il « fait d'immenses bulles de chewing-gum pendant que ses témoins raillent la commission en faisant à ses membres des saluts nazis ».
Il joue également un rôle essentiel dans l'interruption de la Convention nationale démocrate de 1968 à Chicago. Avec sept autres activistes, il est jugé pour conspiration et incitation à l'émeute. Julius Hoffman est le président du tribunal. Les sept accusés, généralement surnommés les « Chicago Seven », transforment le tribunal en un cirque, et bien que cinq d'entre eux soient jugés coupables d'incitation à l'émeute, ils sont graciés en appel. 

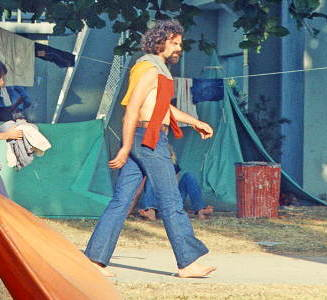
La convention nationale républicaine de 1972.

Jerry Rubin a écrit plusieurs livres présentant son engagement et ses idées, notamment Do It ! Scénarios de la révolution, écrit en 1970, avec une introduction rédigée par Eldridge Cleaver, membre des Black Panther et des dessins de Quentin Fiore. Ce livre est présenté comme le manifeste Yippie. En France, Rubin et son mouvement furent vus comme les inspirateurs du mouvement de Mai 68, filiation d'ailleurs revendiquée par Daniel Cohn-Bendit, et montrée du doigt par des marxistes anti-soixante-huitards comme Michel Clouscard.

### Homme d'affaires
À la fin de la guerre du Vietnam, Rubin devient un important entrepreneur et homme d'affaires, typique Yuppie des années 80 (il fut l'un des premiers investisseurs de l'entreprise Apple), et fervent républicain reaganien. Interrogé sur l'incohérence de son parcours, il répondait que « le monde a changé, nous devons changer aussi » et que « la création de richesses est la seule vraie révolution américaine ». 
Le 14 novembre 1994, alors qu'il va chez sa fiancée, Rubin traverse, en dehors d'un passage protégé, une route à six voies fort fréquentée près de l'université de Los Angeles. Une voiture manque de peu de renverser Rubin, mais celle qui la suivait ne peut l'éviter. Il est emmené à l'hôpital, où il meurt 14 jours plus tard sans avoir repris connaissance. Il est enterré au Hillside Memorial Park Cemetery à Culver City en Californie.

## Citation
« Une société qui abolit toute aventure, fait de l'abolition de cette société la seule aventure possible. » Citation extraite de Do it reprise par Raoul Vaneigem dans son Traité de savoir-vivre à l'usage des jeunes générations : « Dans une société qui abolit toute aventure, la seule aventure possible c'est l'abolition de cette société. »